# 潮水镇
潮水镇，是中华人民共和国山东省烟台市经济技术开发区下辖的一个乡镇级行政单位。

## 行政区划
潮水镇下辖以下地区：
潮水一村、潮水二村、潮水三村、潮水四村、三寨村、观里村、中营村、东泊子村、上营村、全口刘家村、邱家村、郭家村、刘家庄村、崔家村、庄官村、前大雪村、后大雪村、小雪村、峰山葛家村、峰山朱家村、峰山冷家村、峰山李家村、大葛家村、南王庄村、葛家庄村、庄头泊村、平畅魏家村、平畅李家村、店上村、衙前村、六十里堡村、淳于村、草泊村、莲花泊村、凌家村、黄家店村、善集村、大黄家村、崖下村、张家窑村、中村、赵家村、费东村、费中村、费西村、山上李家村、山上孟家村、山上曲家村、富阳汤家村、富阳张家村、富阳李家村、富阳耿家村和富阳蔡家村。

## 人口
2010年中国第六次人口普查时，潮水镇共有人口27014人。共有家庭10951户，平均每户2.38人。14岁以下的少年儿童共2433人，占总人口9.006%；15-64岁人口共20543人，占总人口76.04%；65岁及以上的老年人共4038人，占总人口的14.94%。男性共计13551人，占总人口50.16%；女性共计13463，占总人口49.83%。本地居住的人口中，拥有本地户籍的人口为25288人，占93.61%。